# リフィー川
リフィー川（リフィーがわ、英語: River Liffey）は、アイルランドの河川。首都のダブリンを通り、ダブリン湾にそそいでいる。リフィー (Liffey) とはアイルランド語で生命を意味する。

## 流域
ウィックロー山地に水源を有し、ウィックロー県、キルデア県、ダブリン県を通過しアイリッシュ海にそそいでいる。全長は75マイル(125km)。川には合計３つの水力発電所が設けられている。ダブリン市内ではオコンネル橋、ハーペニー・ブリッジなどと交差している。

## 引用
ジェイムズ・ジョイスからレディオヘッドまで様々な分野においてリフィー川が言及されている: